# بادي همفري
بادي همفري (بالإنجليزية: Buddy Humphrey) هو لاعب كرة قدم أمريكية أمريكي، ولد في 29 سبتمبر 1935 في دالاس في الولايات المتحدة، وتوفي في 21 أبريل 1988 في مقاطعة غريغ في الولايات المتحدة.

## وصلات خارجية
- بادي همفري على موقع مرجع كرة القدم المحترفة.كوم (الإنجليزية)